# Austrotoxeuma kuscheli
Austrotoxeuma kuscheli är en stekelart som beskrevs av Boucek 1988. Austrotoxeuma kuscheli ingår i släktet Austrotoxeuma och familjen gropglanssteklar. Inga underarter finns listade.